# Stade Fotso-Victor
Pour les articles homonymes, voir Fotso.
Le stade Fotso-Victor est un stade municipal et multi-sports situé à Bandjoun au Cameroun. Construit et offert à la ville par Fotso Victor, le stade abrite le club local de la ville de Bandjoun. 

## Histoire
| \| 500 km1:18 610 000 \| Olembe (60 000) Ahmadou-Ahidjo(40 000) Japoma (50 000) Roumdé Adjia (25 000) Bafoussam (Kouekong) (20 000) Limbé (20 000) Réunification (39 000) |
| 500 km1:18 610 000 |

| 500 km1:18 610 000 |

| Stades principaux existants  |
| (40 000) Capacités d'accueil |

## Le stade
Le stade offre son aire de jeu aux clubs alentour.

### Équipements et infrastructures
- La pelouse est en gazon depuis juin 2020
- Le stade Fotso-Victor est un stade multi-sports
- Le stade propose une piste d'athlétisme, mais appartient à la fédération camerounaise de football. Il a été construit et offert par l'ancien maire de la ville, grand industriel camerounais, Victor Fotso.
- Rénové, le stade a été livré le 4 juin 2020 afin d'accueillir les entrainements d'une équipe de poule D de la CAN 2021.